# Novaković
Novaković ist ein südslawischer Familienname. In Slowenien tritt er in der Variante Novakovič auf.

## Namensträger
- Alexander Novakovic (* 1984), deutscher Nationaltrainer im Beachhandball
- Ana Novaković-Đurović (* 1985), montenegrinische Politikwissenschaftlerin und Politikerin
- Bojana Novaković (* 1981), serbisch-australische Schauspielerin
- Borislav Novaković (* 1964), serbischer Politiker
- Boško Novaković (1905–1986), jugoslawischer Literaturwissenschaftler
- Christine Novaković (* 1964), deutsche Bankmanagerin
- Darko Novaković (* 1953), kroatischer Altphilologe
- Gordana Vunjak-Novaković (* 1948), serbisch-amerikanische biomedizinische Ingenieurin
- Jelena Novaković (* 1996), serbische Volleyballspielerin
- Kosta Novaković (1889–1938), jugoslawischer Politiker
- Ljubisav Novaković (* 1932), jugoslawisch-serbischer Physiker
- Lola Novaković (1935–2016), serbische Sängerin
- Mile Novaković (1950–2015), serbischer General
- Mileta Novaković (1878–1940), jugoslawischer Jurist
- Milivoje Novakovic (Maler) (Milivoje Novakovic Kanjos; * 1938), serbischer Maler
- Milivoje Novakovič (* 1979), slowenischer Fußballspieler
- Mitar Novaković (* 1981), montenegrinischer Fußballspieler
- Nebojša Novaković (* 1964), bosnischer Fußballspieler und -trainer
- Novak Novaković (1928–1995), jugoslawischer Komödien- und Fernsehserienautor
- Oliver Novakovic, deutscher Schlager-Produzent (Oli Nova)
- Petar Novaković (* 1996), serbischer Eishockeyspieler
- Phebe Novakovic (* 1957), US-amerikanische Managerin
- Predrag Novaković (* 1933), jugoslawisch-kroatischer Agrarwissenschaftler
- Radomir Novaković (* 2000), deutsch-serbischer Fußballtorwart
- Radoš Novaković (1915–1979), jugoslawischer Filmregisseur
- Slobodan Novaković (* 1939), jugoslawisch-serbischer Filmkritiker, Autor und Programmdirektor
- Staniša Novaković (* 1930), jugoslawischer Wissenschaftstheoretiker
- Stojan Novaković (1842–1915), serbischer Politiker und Historiker
- Stojanka Novaković (* 1972), serbische Sängerin, siehe Stoja
- Uglješa Novaković (* 1995), serbischer Eishockeyspieler